# Revista ilustrada

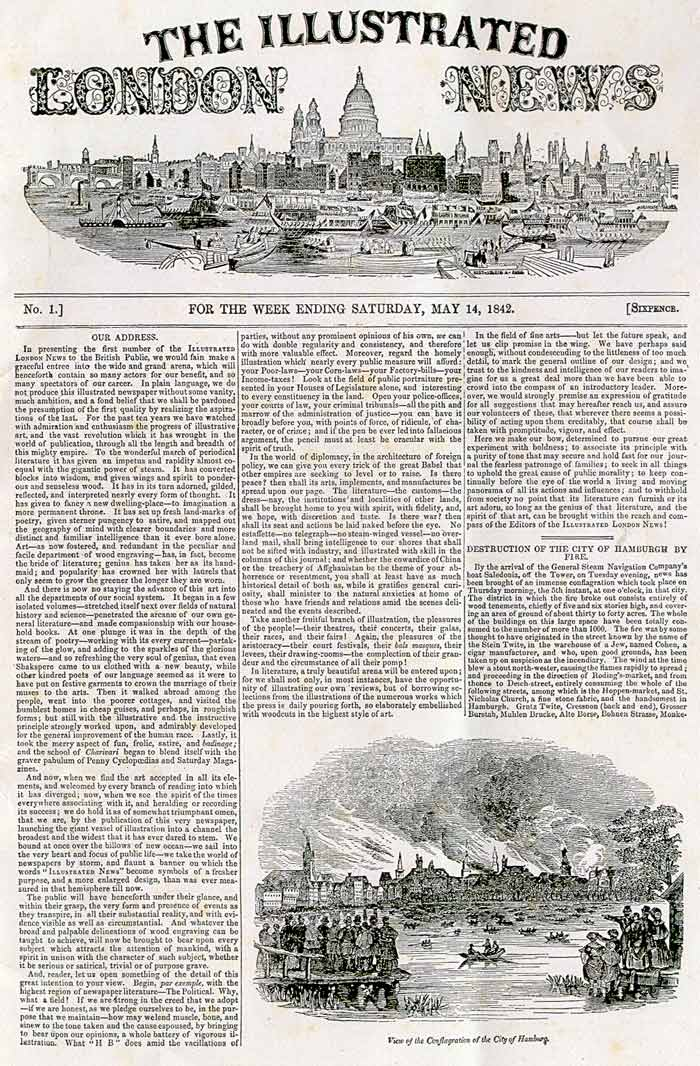
Portada de la primera edición de The Illustrated London News, sábado, 14 de mayo de 1842.

La revista ilustrada es un género que se extiende a partir del lanzamiento de The Illustrated London News (1842) y L’Illustration (1843).

## España
En España se publicaban desde los años 1850.